# Snake’s Music
Snake's Music – polska wytwórnia fonograficzna, założona w 1992 roku w Sosnowcu z inicjatywy późniejszego prezesa Dariusza Węża i Anny Wąż. specjalizująca się w muzyce z pogranicza dance i techno wydając głównie kompilacje muzyczne z tego gatunku. Znak graficzny (symbol węża) zarejestrowano w 1995 roku. Wydawnictwo pod tą nazwą działało do 2006 roku. 
Jako pierwsza w Polsce w 1995 wydała singel z muzyką techno-rave.

## Najbardziej znani artyści współpracujący z wytwórnią
- 2 Unlimited[9]
- Base Attack(inne języki)
- Gala[3]
- DJ Bobo[3]
- DJ Taylor & Flow(inne języki)
- I&I
- Krzysztof Krawczyk[10][11]
- Millennium
- Stachursky[12][11]
- The Black
- Abyss 3

## Wybrane wydawnictwa
- Złote Przeboje[13][14]
- Hop Bęc – składanka radia RMF FM (edycje do 2000 roku)
- Seria składanek Polski Power Dance
- Seria składanek Promotion Dance Hits
- Seria składanek Maxi Dance
- Seria składanek New Beat
- Seria składanek The Best Disco Music
- Seria składanek Snake's Music Presents
- Seria składanek Techno Trance Rave
- Składanka Kings Of Rap